# Illa de Ramree
Ramree (Ramri) és una illa de la costa de Myanmar, a l'estat de Rakhine (Arakan), districte de Kyaukpyu. Inclou els townships de Ramree i Kyaukpyu. És travessada per unes muntanyes de nord-nord-oest a sud-sud-est d'entre 150 i 450 metres amb el cim més alt a uns 900 metres. La superfície de l'illa és d'uns 1.350 km² i té una llargada d'un 80 km i una amplada d'uns 30 km.
Formà l'antic districte de Ramree creat el 1826 incloent l'illa de Cheduba; el 1838 el districte d'An va abraçar una part de l'illa i va traslladar la capital a Kyaukpyu, a la costa nord. El 1852 el districte d'An i el de Ramree foren units i la nova entitat formada va agafar el nom de districte de Kyaukpyu, del nom de la ciutat que va ser designada capital.
A la part nord de l'illa va tenir lloc el 1945 la batalla de l'illa Ramree.
Modernament fou escollida com a punt de sortida d'un oleoducte que ha d'anar entre la costa birmana i la província xinesa de Yunnan. Des de 2007 es parla de crear un port d'aigua fonda Kyaukpyu, en col·laboració amb la Xina. El projecte es va alentir molt. Les obres van començar el gener del 2008 però hi ha hagut molt canvis, parcialment per l'escepticisme de les autoritats de Myanmar que temen massa dependència de Xina. També hi pot hi have doble ús amb el port de Thilawa financiat pel Japó i capacitat excessiva. Des de la terminal era previst de 4,9 milions de contenidors i s'hauria de conduir el petroli de l'Orient Mitjà i el gas de la costa birmana cap a la Xina, evitant l'estret de Malaca escurçant en dues setmanes el trajecte. Després del cop d'estat militar de 2021 es podria desblocar el projecte. Kyaukpyu té una dimensió militar important, car el lloc és geopolíticament important i atorgaria a la Xina un post avançat en l'estratègia de crear un «collar de perles» per a encerclar l'Índia a l'Oceà Índic.